# کار اجباری

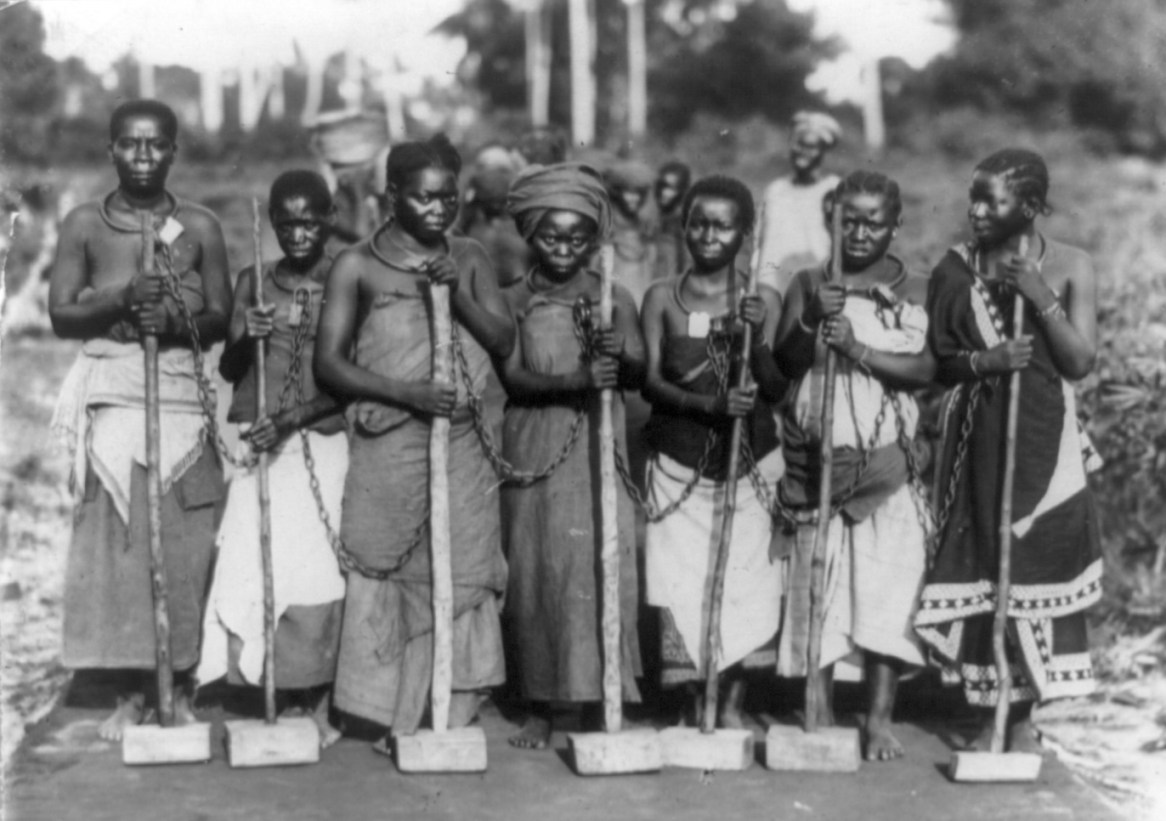
محکومانِ زن برای کار در یک جاده، از گردن به هم زنجیر شده‌اند. دارالسلام، تانگانیکا ۱۸۹۰–۱۹۲۷.

کارِ اجباری اصطلاحی عمومی برای گونه‌های بیگاری است که زندانیان در برخی کشورها در هنگامِ سپری ساختنِ مدتِ حبس، مجبور به انجامِ آن هستند. درجهٔ سختیِ کاری اجباری، بسته به نوعِ کار متفاوت است. معمولاً از زندانیانِ سیاسی، زندانی مذهبی، اسیرانِ جنگی یا مواردِ دیگر در اردوگاه کار اجباری، مزرعه زندان و مستعمره‌ها سوءاستفاده می‌شود.
برپایهٔ گزارشِ سازمان‌های حقوق بشری، هم‌اکنون زندانیان در تمام زندان‌های کره شمالی مجبور به کارِ سخت و اجباری هستند.
همچنین کاری که بنا بر علایق فردی نباشد و فرد تحت اجبار خارجی (نیاز به پول، وجهه اجتماعی و…) آن را انتخاب کند هم در ردیف کاراجباری در تعریف جامعه‌شناسی کار قرار می‌گیرد. در این نوع کار؛ مشارکین هدفی مشترک ندارند یا هدف مورد نظر آنان آرمان ایشان نیست؛ اما به ظاهر و جهت ترس از تنبیه بران تن در می‌دهند. (فرهادی از این کار به عنوان نوعی از همکاری نام برده‌است)